# Sujin
Sujin (jap. (崇神天皇, すじんてんのう, Sujin-tennō) (10. godina cara Kaike/148. pr. Kr. - 5. dan 12. mjeseca 68. godine cara Sujina/9. siječnja 29. pr. Kr.) bio je 10. japanski car  prema tradicijskom brojanju. Bio je poznat kao Mimakiiribikoinie no Sumeramikoto i Hatsukunishirasu Sumeramikoto (御肇國天皇, はつくにしらすすめらみこと).
O nadnevku njegova rođenja ne postoje pouzdani izvori. Konvencijski se uzima da je vladao od 13. dana 1. mjeseca 1. godine cara Sujina/ 17. veljače 97. pr. Kr. do 5. dana 12. mjeseca 68. godine cara Sujina/9. siječnja 29. pr. Kr. (97. pr. Kr. – 30. pr. Kr.) Moguće je da je živio u 1. stoljeću. odnosno 3. ili 4. stoljeću.